# Bowersville (Ohio)
Bowersville é uma vila localizada no estado norte-americano de Ohio, no Condado de Greene.

## Demografia
Segundo o censo norte-americano de 2000, a sua população era de 290 habitantes. 
Em 2006, foi estimada uma população de 320, um aumento de 30 (10.3%).

## Geografia
De acordo com o United States Census Bureau tem uma área de 
0,4 km², dos quais 0,4 km² cobertos por terra e 0,0 km² cobertos por água. Bowersville localiza-se a aproximadamente 332 m acima do nível do mar.

## Localidades na vizinhança
O diagrama seguinte representa as localidades num raio de 12 km ao redor de Bowersville. 